# Теракты в Эс-Сувейде
Теракты в Эс-Сувейда — серия взрывов смертников и вооруженных нападений, которые происходили на территории и в окрестностях сирийского города Эс-Сувейда 25 июля 2018 года. По приблизительной оценке, в терактах погибло 258 человек и было ранено более 200. Ответственность за теракты взяло на себя Исламское государство (ИГ), Местные наблюдатели[кто?] полагают, что за нападением стоит правительства Асада.

## Ход событий
Первые нападения были осуществлены на оборонные позиции города. После исчерпания запасов боеприпасов террористы детонировали пояса шахидов. Сирийское арабское информационное агентство сообщило о двух отдельных нападениях смертников в Сувейде и ликвидации ещё двух нападавших перед тем, как те успели подорваться, и о задержании ещё одного. Группы боевиков также совершили скоординированные нападения в нахии Эль-Мушаннаф, получив временный контроль над несколькими населенными пунктами, и захватив заложников. Одновременному нападению подверглись 7 населённых пунктов. Каждое поселение атаковало около 50 террористов. Сообщается о случае, когда террористы постучались в дверь дома, притворившись гостями. Открывшему дверь вонзили нож в сердце, затем террористы убили всех кроме мальчика и девочки, чтобы те увидели, как жестоко убивают их отцов, братьев и сестер, и потом могли рассказывать об этом, вселяя страх в других людей. Террористы убивали гражданских лиц при отсутствии в поселениях армии, государственных силовых структур и даже личного вооружения у жителей. Население имело на вооружении мелкокалиберное оружие, однако за день до нападений все оружие было конфисковано государственными структурами. В ночь террористических нападений в поселениях отсутствовало электроснабжение. Армию и силы гражданской обороны, которые раньше занимали позиции в городе, за несколько дней до нападений были передислоцированы. Сообщается, что силы ИГ не присутствовали в городе, однако в результате заключенного перемирия они были перевезено в горную местность Эс-Сувейди. На следующий день после нападений государство восстановило контроль над населёнными пунктами с привлечением Военно-воздушных сил Сирии.
Самоподрывы на территории овощного рынка стали причиной по меньшей мере 38 жертв.

## Жертвы
Сначала глава Сувейдского отдела здравоохранения сообщил о 96 погибших и 176 раненых в общей сложности. Впоследствии чиновник сообщил о большем количестве жертв, сказав о 215 погибших и 180 раненых в ходе нападений. Сирийский центр мониторинга за соблюдением прав человека (организация со штаб-квартирой в Великобритании) сообщила о 255 смертей, из которых 142 гражданские лица, 113 силовиков, а также о 63 погибших боевиков ИГ. Более 200 человек получили ранения.

## Организаторы
Сирийские власти заявили, что ответственность за нападение в Эс-Сувейде несёт ИГ, но местные наблюдатели[кто?] полагают, что за терактом стоит правительство Асада, которое таким образом мстит жителям Эс-Сувейды за то, что они отказываются воевать. Так, незадолго до теракта при невмешательстве жителей Эс-Сувейды через территорию селения прошли члены организации «Белые каски», отступавшие после победы правительственных войск в ходе наступления в Дераа, впоследствии «Белые каски» пересекли границу Сирии и эвакуировались в Израиль и Иорданию.

## Последствия
Губернатор Эс-Сувейды Амер аль-Эши сообщил, что правопорядок в городе был восстановлен уже к вечеру. Государственный телеканал " Ихбария ТВ сообщил, что военно-воздушные силы совершили серию бомбардировок захваченных организацией ИГ поселений аль-Матуна, Дума и Тима.

## Международная реакция
Саад аль-Хамал, председатель комитета арабских соотношений египетского парламента, осудил террористические атаки, одновременно выразив мнение, что международное вмешательство во внутренние дела Сирии «служит ширмой для террористов».